# Producció en cadena
|  | «Cadena de muntatge» redirigeix aquí. Vegeu-ne altres significats a «Cadena de muntatge (pel·lícula)». |

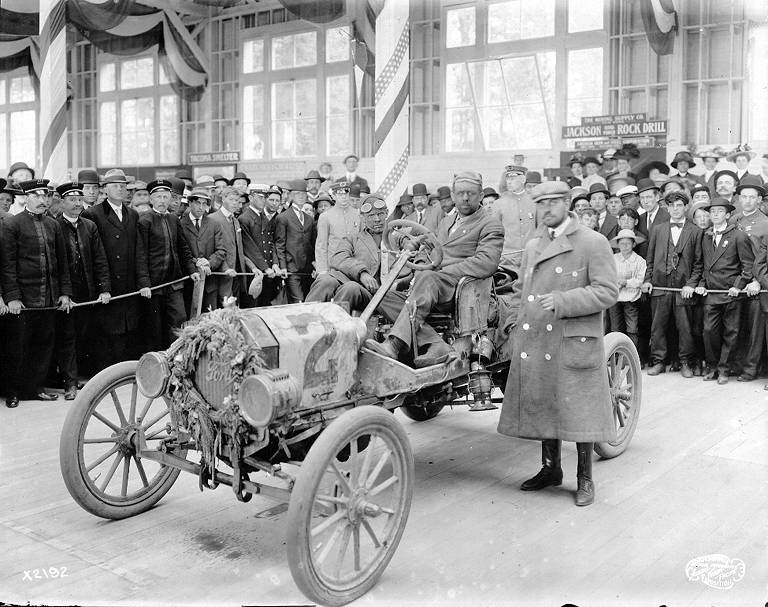
Automòbil Ford Model "T" núm. 2 en exhibició, Alaska Yukon Pacific Exposition, Seattle, juny de 1909

La producció en cadena, producció en massa, producció en sèrie o fabricació en sèrie va ser un procés revolucionari en la producció industrial basat en la cadena de muntatge; una forma d'organització de la producció que delega a cada treballador una funció específica i especialitzada en màquines més desenvolupades tecnològicament.va ser un procés revolucionari en la producció industrial la base és la cadena de muntatge, línia d'acoblament o línia de producció; una forma d'organització de la producció que delega a cada treballador una funció específica i especialitzada en màquines també més desenvolupades.

## Visió general
La producció en massa consisteix a fer moltes còpies de productes, molt ràpidament, utilitzant tècniques de línia de muntatge per enviar productes parcialment complets als treballadors que treballen cadascun en un pas individual, en lloc de tenir un treballador que treballi en un producte sencer de principi a fi. L'aparició de la producció en massa va permetre que l'oferta superés la demanda en molts mercats, forçant les empreses a buscar noves maneres de tornar-se més competitives. La producció en massa lliga a la idea del consum excessiu i la idea que els humans consumim massa.
La producció massiva de matèria fluida normalment implica la instal·lació de canonades amb bombes centrífugues o transportadors de cargol (gorges) per transferir matèries primeres o productes parcialment complets entre recipients. Els processos de flux de fluids, com ara el refinament del petroli i els materials a granel com les estelles de fusta i la pasta, s'automatitza mitjançant un sistema de control de processos que utilitza diversos instruments per mesurar variables com la temperatura, la pressió, el volum i el nivell, proporcionant comentaris.
Els materials a granel com el carbó, els minerals, els grans i les estelles de fusta es manipulen mitjançant transportadors de cinta, cadena, llistons, pneumàtics o cargol, elevador de galledes i equips mòbils com ara carregadores en pala. Els materials sobre palets es manipulen amb carretons elevadors. També s'utilitzen per a la manipulació d'articles pesants com bobines de paper, acer o maquinària les grues aèries elèctriques, de vegades anomenades pont grua perquè abasten grans naus de fàbriques.
La producció massiva és intensiva de capital i energètica, ja que utilitza una gran proporció de maquinària i energia amb relació als treballadors. També sol ser automatitzat mentre que la despesa total per unitat de producte es redueix. Tanmateix, la maquinària que es necessita per muntar una línia de producció en massa (com ara robots i premses) és tan cara que per obtenir beneficis ha d'haver-hi una certa seguretat que el producte serà Ser exitós.
Una de les descripcions de la producció en massa és que "l'habilitat està integrada a l'eina", el que significa que el treballador que utilitza l'eina pot no necessitar l'habilitat. Per exemple, al segle XIX o principis del XX, això es podria expressar com "l'artesania està en el mateix banc de treball" (no la formació del treballador). En lloc de fer que un treballador qualificat mesuri cada dimensió de cada part del producte amb els plànols o les altres parts a mesura que s'està formant, hi havia gabarits a mà per assegurar-se que la peça era fet per adaptar-se a aquesta configuració. Ja s'havia comprovat que la peça acabada s'ajustaria a les especificacions per adaptar-se a totes les altres peces acabades, i es faria més ràpidament, sense dedicar temps a acabar les peces per encaixar entre si. Més tard, un cop es va produir el control informatitzat (per exemple, CNC), les plantilles es van obviar, però va continuar sent cert que l'habilitat (o coneixement) estava incorporat a l'eina (o procés o documentació) en lloc de residir en el cap de treballador. Aquest és el capital especialitzat necessari per a la producció en massa; cada banc de treball i conjunt d'eines (o cada cel·la CNC, o cada columna de fraccionament) és diferent (ajustat a la seva tasca).

## Història
La idea teòrica neix amb el taylorisme i qui tingués la idea de posar-la en pràctica, va ser Ransom Olds, que va inaugurar la seva cadena de muntatge en 1901 construint el seu prototip denominat Curved Dash. No obstant això, el sistema de cadena de muntatge va prendre popularitat uns anys després, gràcies a Henry Ford, qui prenent la idea d'Olds, va desenvolupar una cadena de muntatge amb una capacitat de producció superior i de la qual el seu producte emblemàtic, va ser el Ford T. No obstant això, aquesta evolució aconseguida a la cadena de muntatge, provocaria que el públic atribueixi erròniament la seva invenció a Ford, en lloc de Olds. A la fi de segle XX és superada per una nova forma d'organització industrial anomenada toyotisme que s'ha aprofundit en el segle XXI.
La disciplina de la feina i la recerca del control en temps real, dels temps de producció de l'obrer tenien un límit objectiu en el segle xix. Aquest era que el dia té 24 hores i la forma en què l'obrer treballava tenia una velocitat determinada encara en gran part pel temps dedicat a fabricar algun objecte. La divisió de la feina no va ser suficient per augmentar la velocitat en la producció pel que Frederick Taylor va treballar la idea del cronòmetre amb l'objectiu d'eliminar aquest "temps inútil" o malgastat en el procés productiu.
L'organització de la feina taylorista va reduir efectivament els costos de les fàbriques però es va desentendre de l'salari dels obrers. Això va donar inici a nombroses vagues i descontent generalitzat del proletariat amb el model, cosa que Henry Ford va corregir i amb això va aconseguir també una visible transformació social. El taylorisme ha rebut crítiques i, també, ha estat ben valorat. A la fi del segle XX nasqué el toyotisme a conseqüència de l'èxit de Toyota com a fabricant d'automòbils. Aquesta tècnica, que s'ha aprofundit al segle xxi, neix també amb la base del fordisme.

## L'ús de les línies de muntatge

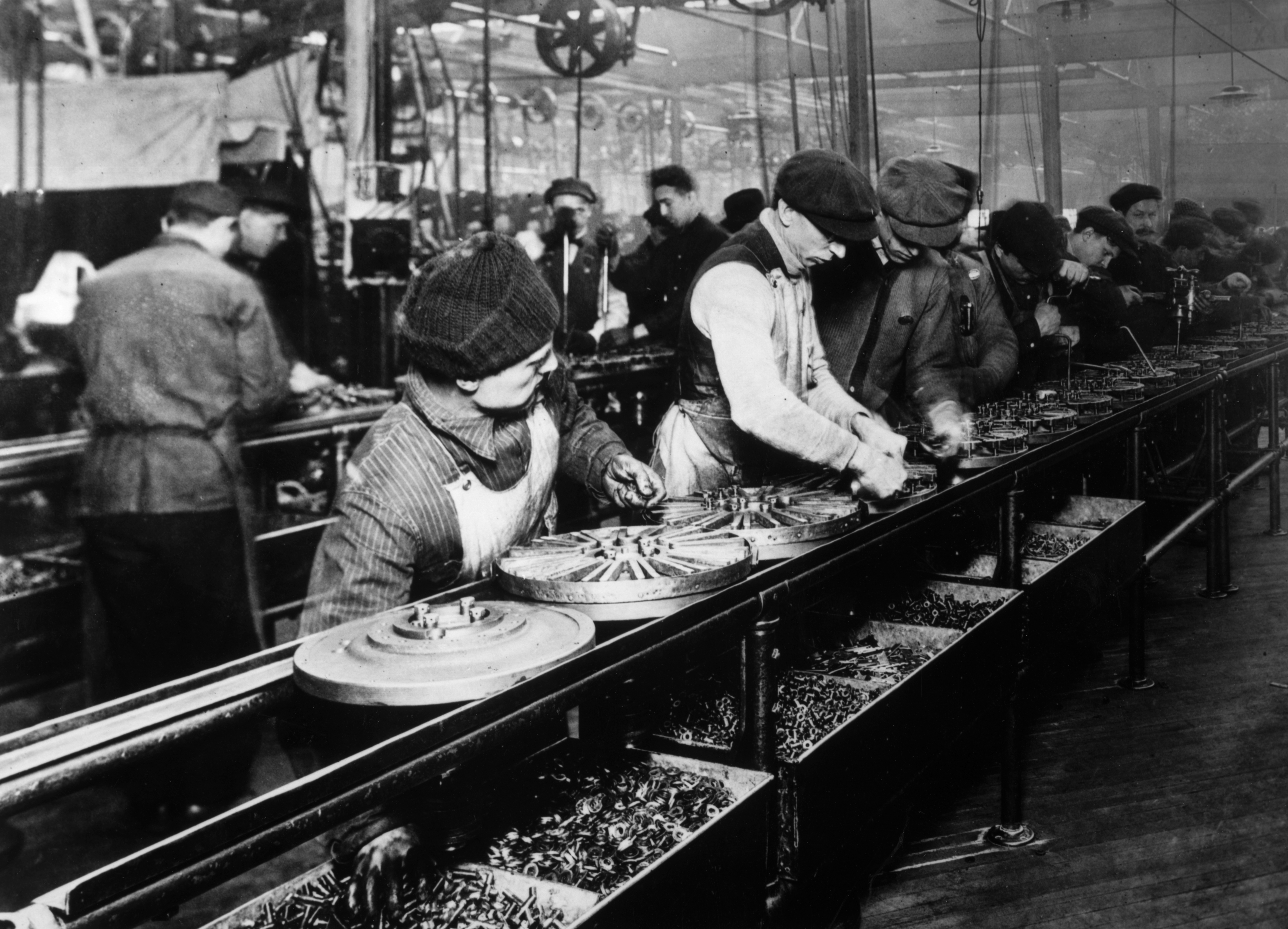
La primera línia de muntatge en moviment va ser de magnets i volants per als automòbils Ford de 1913, Highland Park, Michigan

Els sistemes de producció en massa de productes fets de nombroses peces solen organitzar-se en cadenes de muntatge. Els conjunts passen per una cinta transportadora, o si són pesats, penjats d'un pont-grua o monorail.
En una fàbrica per a un producte complex, en lloc d'una línia de muntatge, pot haver-hi moltes línies de muntatge auxiliars que alimenten subconjunts (és a dir, motors o seients d'automòbils) a una línia de muntatge "principal". Un diagrama d'una fàbrica típica de producció en massa s'assembla més a l'esquelet d'un peix que a una única línia.

## Integració vertical
La integració vertical és una pràctica empresarial que implica obtenir un control complet sobre la producció d'un producte, des de les matèries primeres fins al muntatge final.
En l'era de la producció en massa, això va causar problemes d'enviament i comerç, ja que els sistemes d'enviament no podien transportar grans volums d'automòbils acabats (en el cas de Henry Ford) sense causar danys, i també les polítiques governamentals van imposar barreres comercials a les unitats acabades.
Ford va construir el Ford River Rouge Complex amb la idea de fabricar el ferro i l'acer de l'empresa en el mateix gran lloc de fàbrica on es realitzava el muntatge de peces i cotxes. River Rouge també va generar la seva pròpia electricitat.
La integració vertical aigües amunt, com ara les matèries primeres, està lluny de la tecnologia líder cap a indústries madures i de baix rendiment. La majoria de les empreses van optar per centrar-se en el seu negoci principal en lloc de la integració vertical. Això incloïa la compra de peces a proveïdors externs, que sovint les podien produir a un preu barat o més econòmic.
Standard Oil, la principal companyia petroliera del segle XIX, es va integrar verticalment en part perquè no hi havia demanda de petroli cru sense refinar, però el querosè i alguns altres productes tenien una gran demanda. L'altra raó va ser que Standard Oil monopolitzava la indústria petroliera. Les principals companyies petrolieres estaven, i moltes encara ho estan, integrades verticalment, des de la producció fins a la refinació i amb les seves pròpies estacions minoristes, tot i que algunes van vendre les seves operacions minoristes. Algunes companyies petrolieres també tenen divisions químiques.
Les empreses de fusta i paper van ser propietaris de la majoria de les seves terres de fusta i venien alguns productes acabats, com ara caixes de cartró ondulats. La tendència ha estat a desinvertir les terres de fusta per recaptar diners i evitar impostos sobre la propietat.

## Avantatges i desavantatges

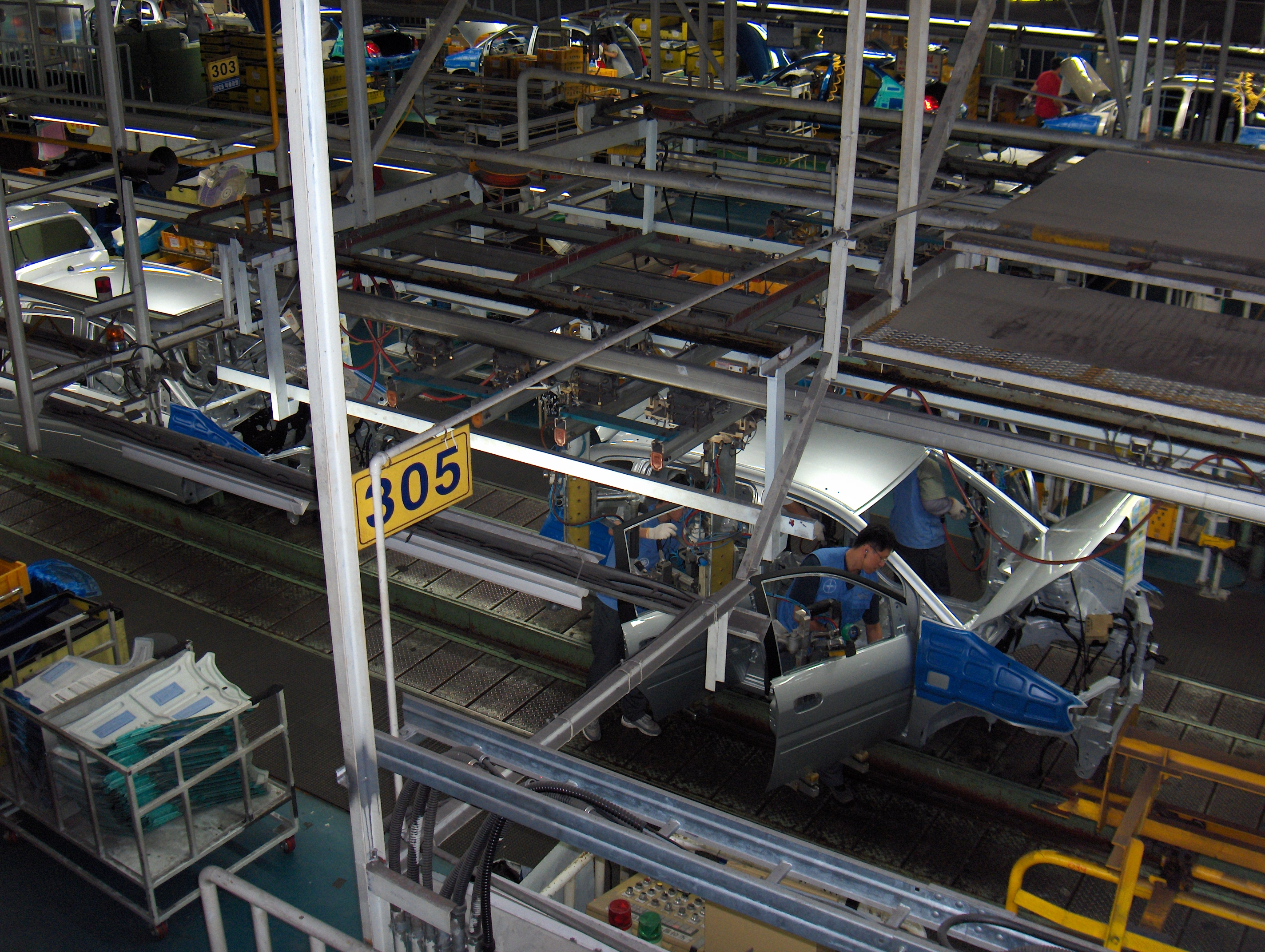
Línia de producció en cadena de Hyundai

Les economies de producció en massa provenen de diverses fonts. La causa principal és una reducció de l'esforç improductiu de tota mena. En la producció artesanal, l'artesà s'ha de moure per una botiga, aconseguint peces i muntant-les. Ha de localitzar i utilitzar moltes eines moltes vegades per a diferents tasques. En la producció en massa, cada treballador repeteix una o unes quantes tasques relacionades que utilitzen la mateixa eina per efectuar operacions idèntiques o gairebé idèntiques en un flux de productes. L'eina i les peces exactes estan sempre a mà, després d'haver-se mogut per la línia de muntatge consecutivament. El treballador dedica poc o gens temps a recuperar i/o preparar materials i eines, de manera que el temps necessari per fabricar un producte mitjançant la producció en sèrie és més curt que quan s'utilitza els mètodes tradicionals.
També es redueix la probabilitat d'error humà i de variació, ja que les tasques les realitzen principalment la maquinària; L'error en el funcionament d'aquesta maquinària té conseqüències de més gran abast. Una reducció dels costos laborals, així com un augment de la taxa de producció, permet a una empresa produir una quantitat més gran d'un producte a un cost més baix que l'ús de mètodes tradicionals no lineals.
Tanmateix, la producció en massa és inflexible perquè és difícil alterar un procés de disseny o producció després d'implementar una línia de producció. A més, tots els productes produïts en una línia de producció seran idèntics o molt semblants, i introduir varietat per satisfer els gustos individuals no és fàcil. Tanmateix, es pot aconseguir certa varietat aplicant diferents acabats i decoracions al final de la línia de producció si cal. El cost inicial de la maquinària pot ser car, de manera que el productor ha d'assegurar-se que ven o els productors perdran molts diners.
El Ford Model T va produir un rendiment molt assequible, però no va ser molt bo per respondre a la demanda de varietat, personalització o canvis de disseny. Com a conseqüència, Ford finalment va perdre quota de mercat davant General Motors, que va introduir canvis anuals de model, més accessoris i una selecció de colors.
Amb cada dècada que passa, els enginyers han trobat maneres d'augmentar la flexibilitat dels sistemes de producció en massa, reduint els temps de lliurament en el desenvolupament de nous productes i permetent una major personalització i varietat de productes.
En comparació amb altres mètodes de producció, la producció en massa pot crear nous riscos laborals per als treballadors. Això es deu, en part, a la necessitat que els treballadors facin funcionar maquinària pesant alhora que treballin estretament amb molts altres treballadors. Per tant, són necessàries mesures de seguretat preventives, com ara simulacres d'incendi, així com una formació especial per minimitzar l'ocurrència d'accidents industrials.

## Impactes socioeconòmics
A la dècada de 1830, el pensador i historiador polític francès Alexis de Tocqueville va identificar una de les característiques clau d'Amèrica que més tard la faria tan susceptible al desenvolupament de la producció en massa: la base de consumidors homogènia. De Tocqueville va escriure al seu Democracy in America (1835) que "L'absència als Estats Units d'aquelles grans acumulacions de riquesa que afavoreixen la despesa de grans sumes en objectes de simple luxe... impacta a les produccions de la indústria americana amb un caràcter diferent del de les indústries d'altres països. [La producció està orientada a] objectes adequats a les necessitats de tot el poble".
La producció en massa va millorar la productivitat, que va ser un factor que va contribuir al creixement econòmic i al descens de les hores laborals setmanals, juntament amb altres factors com les infraestructures de transport (canals, ferrocarrils i autopistes) i la mecanització agrícola. Aquests factors van fer que la setmana laboral típica disminuís de 70 hores a principis del segle XIX a 60 hores a finals del segle, després a 50 hores a principis del segle XX i finalment a 40 hores a mitjans dels anys trenta.
La producció en massa va permetre grans augments de la producció total. Utilitzant un sistema artesanal europeu a finals del segle XIX, era difícil satisfer la demanda de productes com ara màquines de cosir i segadores mecàniques d'alimentació animal. A finals de la dècada de 1920, molts bens abans escassos estaven en bona oferta. Un economista ha argumentat que això va constituir una "sobreproducció" i va contribuir a un alt atur durant la Gran Depressió. La llei de Say nega la possibilitat d'una sobreproducció general i per aquest motiu els economistes clàssics neguen que tingués cap paper en la Gran Depressió.
La producció en massa va permetre l'evolució del consumisme rebaixant el cost unitari de molts béns utilitzats.
La producció en massa s'ha relacionat amb la Indústria de la moda ràpida, sovint deixant al consumidor peces de roba de menor qualitat per un cost més baix. La majoria de la roba de moda ràpida es produeix en sèrie, la qual cosa significa que normalment està feta de teixits barats, com el polièster, i està mal construïda per tal de mantenir curts temps de resposta per satisfer les demandes dels consumidors i les tendències canviants.